# Sanho Kim
Sanho Kim (1939) é um quadrinista coreano, é considerado o primeiro artista de manhwa (nome dado os quadrinhos coreanos) publicado nos Estados Unidos, uma vez que atuou nas editoras Charlton Comics,  Warren Publishing, Iron Horse Publishing, Skywald Publications e Marvel Comics entre as décadas de 1960 e 1970.
Na Coreia do Sul, Kim é conhecido pelo título best-seller Lifi, assim como por sua obra mais recente História do Grande Império Coreano. Lifi encorajou o povo coreano a se reerguer após a destruição da Guerra da Coreia e ainda permanece na memória de muitas pessoas como o primeiro quadrinho de ficção científica da Coreia. Embora Kim tenha trabalhado em diversos estilos e gêneros, o tema comum em suas obras é o orgulho e o espírito do povo coreano.

## Biografia

#### Infância e educação
Durante a infância, na época da Guerra da Coreia, Kim viveu em um campo de refugiados, onde lia a tira de quadrinhos Mr. Manhong, publicada em um jornal de Busan. Inspirado a se tornar cartunista, Kim estudou belas artes (incluindo pintura ocidental) no Seorabeol Art College, em Seul.

## Carreira

### Início de carreira e outros quadrinhos coreanos
Ainda na universidade, Kim fez sua estreia profissional na revista Manhwa Segye com "Uma Estrela Brilhante ao Amanhecer", uma história bem recebida sobre lutadores pela independência da Coreia em relação ao Japão. Seu primeiro livro completo, A Estrela Brilhante do Crepúsculo, foi lançado em 1958.
Em 1959, Kim publicou o best-seller de ficção científica Lifi, o Lutador da Justiça, ambientado no século 22. Publicado durante um período de grande dificuldade econômica no pós-guerra, Kim usou seu herói para expressar o espírito do povo coreano e encorajar os leitores a superar suas dificuldades. Com um distintivo em forma de “ㄹ” no peito (baseado nas Montanhas Taebaek) e armado com armas futuristas, Lifi lutava contra hordas de demônios. Apesar dos quadrinhos serem vistos como um gênero inferior, Lifi foi um enorme sucesso e sua imagem se tornou onipresente por todo o país.
De 1961 a 1967, Kim publicou a longa série Rhye Pye (também conhecida como Frieple). Ele desenhou quadrinhos de vários gêneros, incluindo aventura, policial e histórias de guerra.

### Estados Unidos
Em 1966, Kim mudou-se para os Estados Unidos, onde fundou uma editora e trabalhou como diretor de arte nas revistas Off Broadway e Village Times.
Em 1969, Kim estabeleceu conexões com a indústria de quadrinhos americana, acumulando mais de 300 créditos entre 1969 e 1976. A maior parte de sua produção nesse período foi para a  Charlton Comics,  mas ele também trabalhou para a  Warren Publishing, Iron Horse Publishing, Skywald Publications e Marvel Comics. Com seu estilo influenciado pela cultura coreana, Kim tornou-se o primeiro artista de manhwa a ser publicado regularmente nos Estados Unidos.

### Charlton
Para a Charlton, Kim trabalhou em vários títulos de horror e suspense, particularmente The Many Ghosts of Doctor Graves, Ghost Manor, Ghostly Haunts, Ghostly Tales e Haunted. (Além de ilustrar muitas histórias internas, Kim desenhou a maioria das capas da primeira fase de Ghost Manor.) Ele também ilustrou histórias para os quadrinhos de faroeste Billy the Kid e Cheyenne Kid e Cheyenne Kid, além da HQ de guerra War. Em 1973, a Charlton publicou Ghostly Haunts #101, onde Kim escreveu e desenhou uma história baseada em um conto coreano, a história possuía diálogos em inglês e hangul.
Seu trabalho mais importante e artisticamente bem-sucedido foi em House of Yang (1975–1976), um spin-off do título Yang da Charlton, publicado entre 1973 e 1976. Os títulos Yang buscavam aproveitar a febre do Kung Fu dos anos 1970, Na década de 1970, com o sucesso de filmes de Bruce Lee, as artes marciais também passaram a ser exploradas nas histórias em quadrinhos, Yang foi especialmente influenciada pela série de TV Kung Fu, estrelada por David Carradine. House of Yang se passava na Ásia, o que combinava perfeitamente com o histórico e estilo de Kim. Inicialmente, Kim iria criar e ilustrar a série original, intitulada Wrong Country, mas os desenhos foram perdidos, e os artistas Joe Gill e Warren Sattler preencheram esse espaço durante a execução de Yang. (Os desenhos perdidos de Wrong Country mais tarde foram encontrados e publicados no fanzine Charlton Bullseye, da CPL Gang.)
Outros títulos da Charlton em que Kim colaborou, embora de forma mais esporádica, incluem Beyond the Grave, Bounty Hunter, Fightin' Army, Fightin' Marines, Haunted Love, Scary Tales, Space Adventures e Sword & Sorcery. Entre 1969 e 1976, Kim produziu mais de 60 capas para a Charlton, além de fazer letreiramento interno.

### Outros editores dos Estados Unidos
Enquanto trabalhava para a Charlton, Kim também atuava como freelancer. Contribuiu com histórias secundárias para Vampirella e colaborou com a revista Eerie entre 1971 e 1972. Em 1973, ilustrou The Sword and the Maiden (volume 1 da série Sword's Edge), escrita por Michael Juliar e publicada pela Iron Horse Publishing.
Entre 1974 e 1976, trabalhou para a Skywald Publications, produzindo arte para The Fiend of Changsha e Horror. Aproveitando sua notoriedade com obras de temática asiática na Charlton, Kim passou a colaborar com a Marvel Comics em 1975, contribuindo com histórias para as revistas em preto e branco Deadly Hands of Kung Fu e Monsters Unleashed.

### Retorno à Coreia
No início dos anos 1990, Kim viajou para a China, onde passou a acreditar que, seis mil anos atrás, os coreanos antigos governavam amplas áreas do território chinês, incluindo a Península de Shandong e a Manchúria. Após essa visita, Kim mudou o foco de seus quadrinhos para temas históricos, como em Daejusinjeguksa (História do Grande Império Coreano). Nesses projetos, assim como em O Rio Duman e A História de Buda, Kim combinou pintura ocidental com arte em quadrinhos, criando, segundo ele, uma nova forma de "cenário ilustrado" para contar histórias.
Kim retornou à Coreia do Sul em 1996. Em outubro de 2008, foi agraciado com a Ordem do Mérito Cultural pelo governo sul-coreano.